# Floresta Nacional de Ritápolis
A floresta nacional de Ritápolis está localizada no estado de Minas Gerais na região sudeste do Brasil. O bioma predominante é o da Mata Atlântica.

## Fazenda do Pombal
Na Flona-Ritápolis estão as ruínas da Fazenda do Pombal, terras que pertenceram aos pais de Joaquim José da Silva Xavier, o Tiradentes. Localizada às margens do Rio das Mortes, o sítio histórico é considerado uma reserva ecológica e é administrado pelo Instituto Chico Mendes de Conservação da Biodiversidade (ICMBio), órgão vinculado ao Ministério do Meio Ambiente (MMA).